# Merthyr Tydfil Football Club
El Merthyr Tydfil Football Club fue un club de fútbol de Gales, con sede en Merthyr Tydfil. Fue fundado en 1945 y desapareció en 2010.

## Historia
Fue fundado en el año 1908 en la ciudad de Merthyr Tydfil y se unió a la Premier League de Gales en 1945 y es conocido por ser de los más exitosos del país en la Copa de Gales, la cual ganó en 3 ocasiones en 6 finales jugadas y también por jugar la FA Cup de Inglaterra y tuvo a su principal rival al Gloucester City, a quien se enfrentó en 120 ocasiones, protagonizando la mayor rivalidad Anglo-Galesa de la historia. Otro Rival que tuvo fue el Newport County, a finales de los años 90s, aunque no se enfrentaron en tantas ocasiones. Ganaron la Liga de Sur en 6 ocasiones y la Copa de la Liga en 3 ocasiones en 4 finales jugadas.
A nivel internacional participó en 1 torneo continental, en la Recopa de Europa de Fútbol de 1987/88, en la que fue eliminado en la Segunda ronda por el Atalanta de Bérgamo de Italia.
Desapareció en el año 2010 tras la liquidación del equipo y la reformación del mismo llamándose Merthyr Town.

## Palmarés

### Torneos nacionales
- Copa de Gales (3): 1949, 1951, 1987
- Copa de la Liga de Fútbol de Gales (3): 1951, 1962, 1981
- Southern Football League (6): 1947-48, 1949-50, 1950-51, 1951-52, 1953-54, 1988-89

## Participación en competiciones de la UEFA
- Recopa de Europa de Fútbol: 1 aparición

1988 - Segunda ronda
- Datos: Q1519427
- Multimedia: Merthyr Tydfil F.C. / Q1519427